# 何纪光
何纪光（1939年6月—2002年9月19日），男，苗族，湖南古丈人，中国男高音歌唱家，湖南歌舞团一级演员，曾任中国音乐家协会理事。

## 生平
何纪光1939年6月生于湘西古丈县，7岁便参加古丈县赛歌会并获得银牌，14岁时进入湖南省歌舞团，此后学会了汉、苗、瑶、侗、土家等各族民歌，1962年考入上海音乐学院民族声乐系，师从王品素，1964年在“上海之春”音乐会上演唱《挑担茶叶上北京》和《洞庭鱼米乡》两首歌曲，这两首歌从此风靡全中国。1980年，何纪光参加了贺绿汀亲自组织领导的湖南民歌整理录制工作。此外，1985年电视剧《济公》的片头曲《鞋儿破帽儿破》亦由何纪光演唱。
2002年9月18日，何纪光在张家界参加湖南旅游节闭幕式，演唱新歌《张家界的美景多》，当天下午飞返长沙，当晚发觉嗓子不适但并未在意，9月19日凌晨因心肌梗塞逝世于家中，终年63岁。